# Crank: High Voltage
Crank: High Voltage (alternativ titel Crank 2: High Voltage) er en amerikansk actionfilm fra 2009, der er instrueret af Neveldine/Taylor. De medvirkende tæller Jason Statham, Amy Smart, Clifton Collins Jr., Efren Ramirez, Bai Ling, David Carradine og Dwight Yoakam. Det er efterfølgeren til filmen Crank fra 2006, og den har adskillige gæsteoptrædener fra forskellige steder i underholdningsindustrien.
Chev Chelios (Statham) overlever et dødeligt fald og bliver kidnappet af kinesiske læger, der tager hans hjerte og giver ham et kunstigt ét i stedet, hvilket er designet til at holde ham i live i en time. Chev drager ud for at finde sit hjerte og skal lade sig op med elektricitet for at holde sig i live.
Crank: High Voltage blev udgivet i Storbritannien d. 15. april 2009, og senere i Nordamerika d. 17. april. Filmen blev rost for Stathams præstation, mens volden og det visuelle udtryk blev kritiseret.
Den indspillede for $34,6 mio mod et budget på $20 mio.

## Medvirkende
- Jason Statham som Chev Chelios
  - Billy Unger som Young Chev Chelios
- Amy Smart som Eve Lydon
- Efren Ramirez som Venus
- Dwight Yoakam som "Doc" Miles
- Reno Wilson som Orlando
- Clifton Collins Jr. som Jesus "El Hurón" Verona
- Geri Halliwell som Karen Chelios
- Art Hsu som Johnny Vang
- Bai Ling som Ria
- David Carradine som Poon Dong
- Corey Haim som Randy
- Keone Young som Don Kim
- Joseph Julian Soria som Chico
- Julanne Chidi Hill som "Dark Chocolate"
- Jose Pablo Cantillo som Ricky Verona
- Yeva-Genevieve Lavlinski som "Pepper"
- John de Lancie som "Fish" Halman

## Eksterne Henvisninger
- Crank: High voltage på Internet Movie Database (engelsk)
- Crank: High voltage på Filmdatabasen
- Crank: High voltage på Scope
- Crank: High voltage i Svensk Filmdatabas (svensk)
- Crank: High voltage på AlloCiné (fransk)
- Crank: High voltage på MovieMeter (nederlandsk)
- Crank: High voltage på AllMovie (engelsk)
- Crank: High voltage hos American Film Institute (engelsk)
- Crank: High voltage på Turner Classic Movies (engelsk)
- Crank: High voltage på The Movie Database (engelsk)